# موتريتينيد
موتريتينيد Motretinide هو مضاد لحب الشباب.

## الصيغة الكيميائية
C23-H31-N-O2

## الوزن الجزيئي
353

## التصنيف العلاجي
- الريتينوئيد.
- مضاد لحب الشباب للتطبيق الموضعي.
- حال للتقرن.
- يستخدم في الطب الجلدي.